# Hrgud (Stolac, BiH)
Hrgud  je naseljeno mjesto u općini Stolac, Federacija Bosne i Hercegovine, BiH.

## Povijest
Nakon potpisivanja Daytonskog mirovnog sporazuma izdvojeno je istoimeno naseljeno mjesto koje je pripalo općini Berkovići koja je ušla u sastav Republike Srpske.

## Stanovništvo

### 1991.
Nacionalni sastav stanovništva 1991. godine, bio je sljedeći::
ukupno: 281
- Srbi - 281

### 2013.
Nacionalni sastav stanovništva 2013. godine, bio je sljedeći:
ukupno: 2
- Srbi- 2